# Farsund (plaats)
Farsund is een plaats in de gelijknamige gemeente in de Noorse provincie Agder. Farsund telt 3.123 inwoners (2009) en heeft een oppervlakte van 2,58 km².
Tijdens de jaren zestig waren er veel grote gemeentelijke fusies in heel Noorwegen vanwege het werk van het Schei-comité. Op 1 januari 1965 werd de stad Farsund (destijds 2.208 inwoners) samengevoegd met de buurgemeenten Spind (destijds 606 inwoners), Herad (destijds 359 inwoners) en Lista (destijds 4.544 inwoners), waardoor er een nieuwe, grotere gemeente ontstond.